# Jasmijn Bakker
Jasmijn Bakker (Amersfoort, 11 oktober 1999) is een Nederlands atlete, die zich heeft toegelegd op de middellange afstanden. Daarnaast neemt Bakker deel aan verschillende afstanden op de steeplechase en aan veldloopevenementen.

## Biografie
Bakker was voor het eerst internationaal actief in 2015 op het Europees Olympisch Jeugdfestival (EYOF) in Tbilisi. Hier won ze een gouden medaille op de 2000 m steeple door een tijd neer te zetten van 8.48,80. Op de Europese veldloopkampioenschappen van 2016 in het Italiaanse Domus de Maria won Bakker samen met Jasmijn Lau, Merel van der Maarel en haar zus Veerle Bakker een bronzen medaille in het landenklassement. Het volgende jaar behaalde zij met een tijd van 10.35,26 een tiende plaats op de 3000 m steeple tijdens de EK U20 in het Italiaanse Grosseto. In 2018 wist Bakker op de WK U20 in het Finse Tampere op de 3000 m steeple niet door te dringen tot de finale; ze werd zevende in haar serie met een tijd van 10.24,28. In 2019 werd ze op dit onderdeel met een tijd van 9.59,02 zevende op de EK U23 in het Zweedse Gävle. Bakker deed in 2019 ook mee aan de EK veldlopen in het Portugese Lissabon, waar ze vierde werd op de 6,2 km in 21.21.

## Privé
Jasmijn Bakker is het zusje van Veerle Bakker, die ook atlete is.

## Nederlandse kampioenschappen
Indoor
| Onderdeel | Jaar |
| --------- | ---- |
| 1500 m    | 2017 |

## Persoonlijke records
Outdoor
| Onderdeel      | Prestatie | Datum            | Plaats         |
| -------------- | --------- | ---------------- | -------------- |
| 1500 m         | 4.22,19   | 6 september 2020 | Heusden-Zolder |
| 2000 m steeple | 6.43,75   | 28 juni 2015     | Breda          |
| 3000 m steeple | 9.55,17   | 25 mei 2019      | Oordegem       |

Indoor
| Onderdeel | Prestatie | Datum        | Plaats    |
| --------- | --------- | ------------ | --------- |
| 1500 m    | 4.32,74   | 1 maart 2015 | Apeldoorn |

## Palmares

### 1500 m
- 2017:  NK indoor – 4.39,91

### 2000 m steeple
- 2015:  EYOF in Tbilisi - 6.48,80

### 3000 m steeple
- 2017: 10e EK U20 in Grosseto – 10.35,26
- 2018:  NK - 10.26,25
- 2018: 7e in serie WK U20 in Tampere - 10.24,28
- 2019: 7e EK U23 in Gävle – 9.59,02
- 2019:  NK - 10.10,38
- 2020:  NK - 9.59,35
- 2025:  NK - 10.24,02

### veldlopen
- 2016: 13e EK U20 (4,06 km) - 13.25 ( in het landenklassement)
- 2019:  NK in Kraggenburg (korte cross = 2500 m) – 9.28
- 2019: 4e EK U23 (6225 m) - 21.21 ( in het landenklassement)
- 2020:  NK in Kraggenburg (8000 m) – 30.13